# رابط دیجیتالی بصری
رابط دیجیتالی بصری (به انگلیسی: Digital Visual Interface (DVI)) یک درگاه رابط نمایش ویدئو است که در سال ۱۹۹۹ توسط DDWG (مخفف Digital Display Working Group) طراحی شد و به سرعت جایگزین استاندارد رابط وی‌جی‌ای شد.